# Église Saint-Denis de Bussy-aux-Bois
L'église Saint-Denis de Bussy-aux-Bois est une église du XIIe siècle, inscrite au titre des monuments historiques en 1944, située à Gigny-Bussy dans le département français de la Marne.

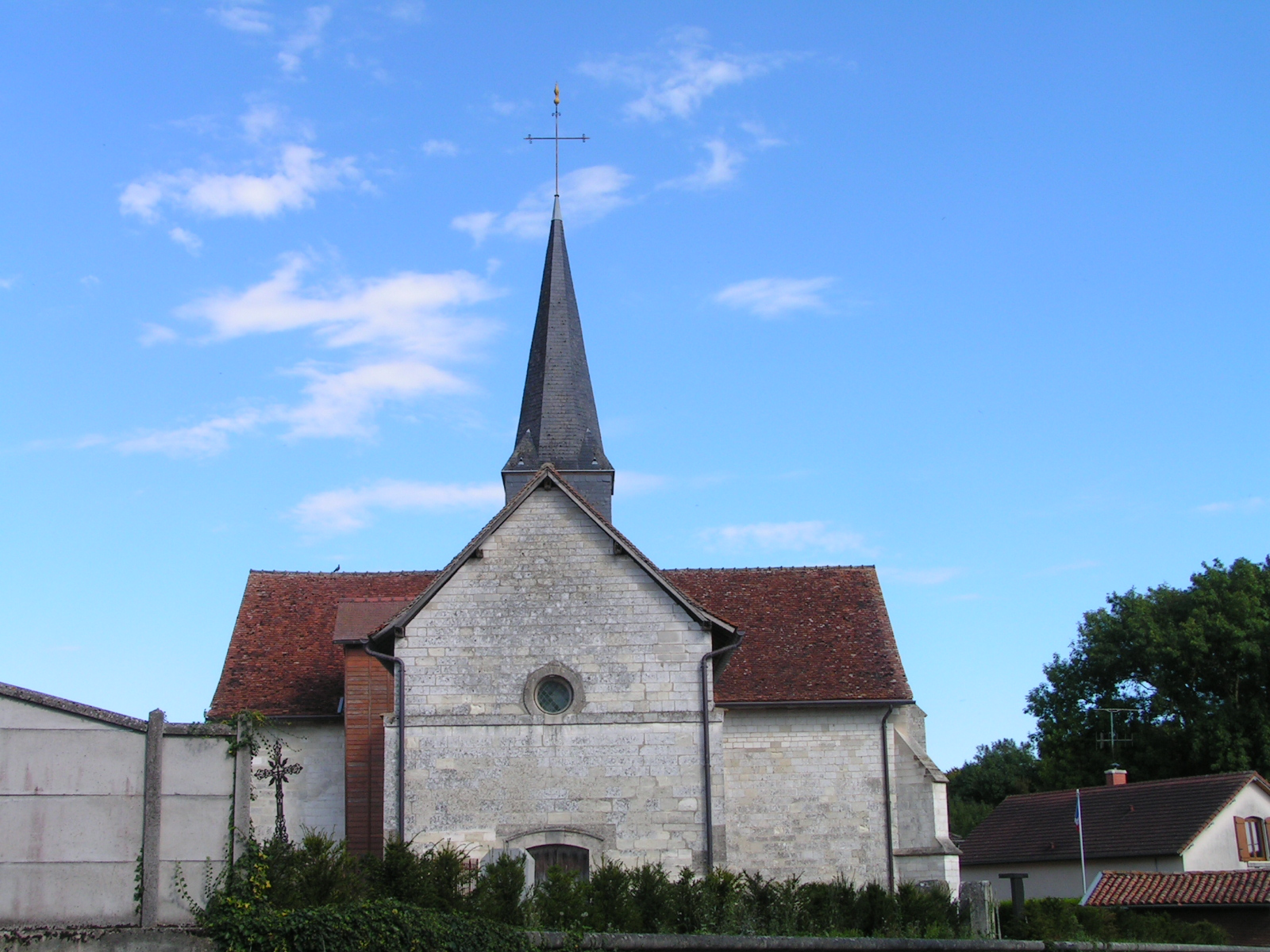
Autre vue de l'Église.